# احذر باتمان (مسلسل 2014)
احذر باتمان (بالإنجليزية: beware the batman)‏ مسلسل رسوم متحركة أمريكي من إنتاج وارنر بروز و DC يتحدث المسلسل عن السنوات الأولى لـ«بروس واين» في مكافحة الجريمة وبمساعدة الفتاة كاتانا البارعة بمبارزة السيوف وخادمه ألفريد الذي يتمتع بقدرات قتالية عالية.

## الشخصيات
- بروس واين، باتمان
- كاتانا
- ألفريد
- باربارا غوردين
- المحقق جيمس غوردين
- رأس الغول

## روابط خارجية
- احذر باتمان على موقع IMDb (الإنجليزية)
- احذر باتمان على موقع ميتاكريتيك (الإنجليزية)
- احذر باتمان على موقع كينوبويسك (الروسية)
- احذر باتمان على موقع ألو سيني (الفرنسية)
- احذر باتمان على موقع قاعدة بيانات الفيلم (الإنجليزية)